# Sablia belgica
Sablia belgica är en fjärilsart som beskrevs av Hörhammer 1934. Sablia belgica ingår i släktet Sablia och familjen nattflyn. Inga underarter finns listade.